# 마하 (프로게이머)
마하(본명: 오현식, 1995년 11월 7일 ~ )는 대한민국의 리그 오브 레전드 전직 프로게이머이다. 프로게임단 지도자로도 활동했다. 선수 시절 아이디는 MaHa이며 포지션은 미드라이너였다.

## 선수 시절
2015년 5월, KT 롤스터에 입단하면서 프로 커리어를 시작했다. 
2016시즌을 앞두고 MVP에 입단했다. 스프링 시즌 팀의 주전으로 활동하면서 좋은 모습을 보여주었다. 스프링 시즌 팀의 승강전행에 기여했으며 승강전에서는 팀의 승격에 기여했다. 서머 시즌에서는 초반 불안한 모습을 보여주었지만 이후 개선된 모습을 보여주었다.
2017 스프링 시즌에서는 초반 좋은 모습을 보여주었으나 점차 메타픽을 다루지 못한다는 약점을 드러내면서 평가가 낮아졌다. 서머 시즌에서는 좋지 못한 모습을 보여주었다. 리프트 라이벌즈 2017에 참가했다. 리라 이후에는 반등에 성공했다.
2018시즌에서는 파일럿의 서브 선수로 활동하면서 간간히 출전했다. 2018시즌 종료 후 현역에서 은퇴했다.
2019 서머 시즌 2라운드를 앞두고 현역으로 복귀했다. 2019시즌 종료 후 다시 은퇴했다.

## 지도자 생활
2019시즌을 앞두고 MVP의 코치로 부임했다. 이후 서머 2라운드를 앞두고 선수로 복귀했다.
2020시즌을 앞두고 OZ 게이밍의 코치로 부임했다.

## 소속팀

### 선수
| # | 팀명      | 소속 기간             | 소속 리그 | 비고 |
| - | --------- | --------------------- | --------- | ---- |
| 1 | KT 롤스터 | 2015.05~2015.12.01    | LCK       |      |
| 2 | MVP       | 2015.12.15~2018.11.24 | CK LCK    |      |
| 3 | MVP       | 2019.07.12~2019.12.02 | CK        |      |

### 지도자
| # | 팀명      | 직책 | 소속 기간             | 소속 리그 | 비고 |
| - | --------- | ---- | --------------------- | --------- | ---- |
| 1 | MVP       | 코치 | 2018.11.24~2019.07.12 | CK        |      |
| 2 | OZ 게이밍 | 코치 | 2019.12.08~2020.11    | CK        |      |

## 수상 내역

### 선수
- 리그 오브 레전드 챌린저스 코리아 스프링 2016 준우승